# Rathaus Merkinė

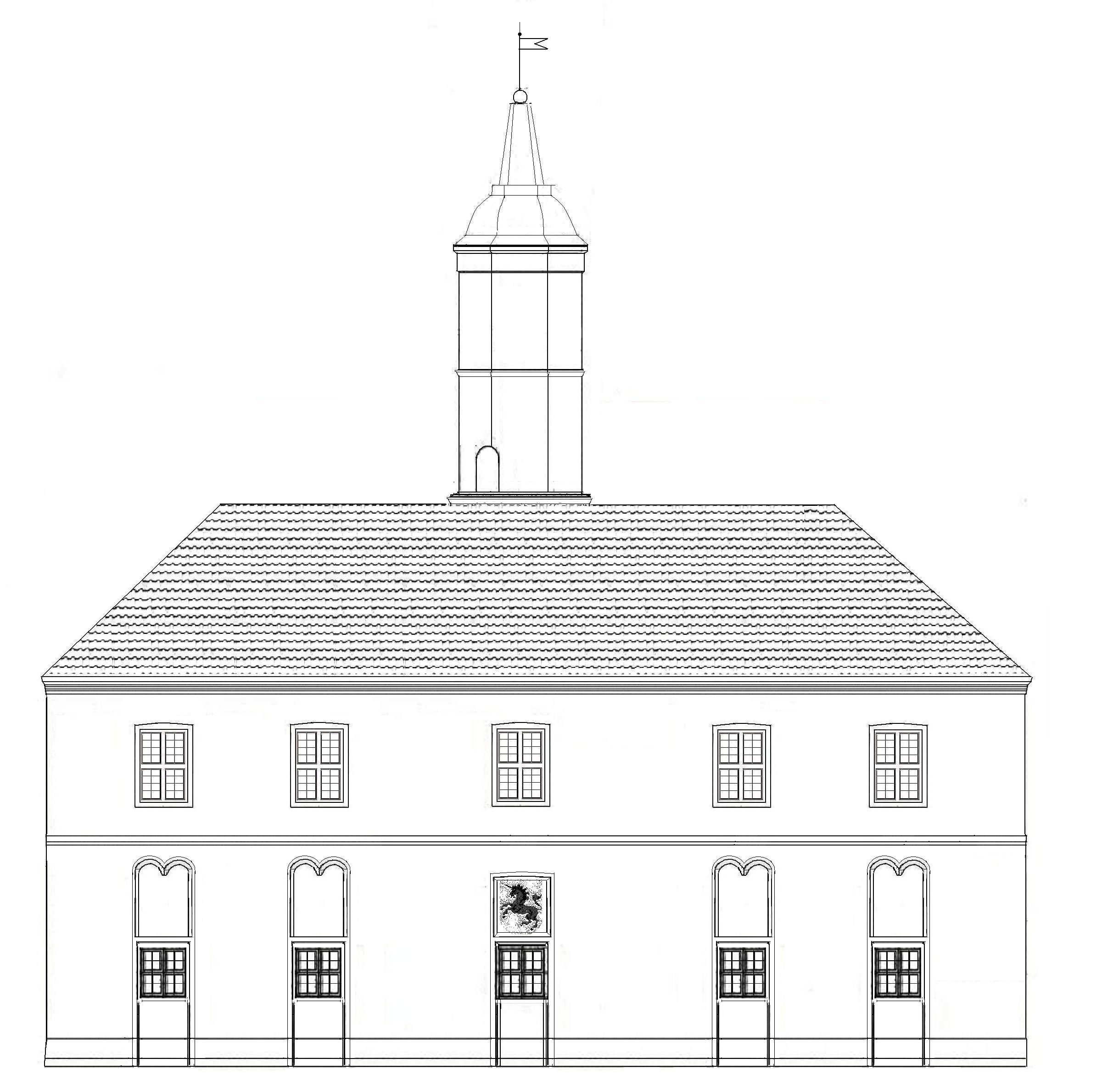
Rekonstruktion des Rathauses

Das Rathaus Merkinė (lit. Merkinės rotušė) war ein Rathaus in Merkinė, im Süden Litauens (Dzūkija). Zwei Bilder sind vom 19. Jahrhundert bekannt. Das Rathaus war in Renaissance gebaut.

## Geschichte
1595 wurde das Rathaus urkundlich erwähnt. 1885 wurde das Rathaus zerstört und eine russische Kirche gebaut. Das heutige Landeskundliches und Genozidmuseum Merkinė (Merkinės kraštotyros ir genocido muziejus) ist an diesem Platz gebaut worden.

## Selbstverwaltung
1556  bekam Merkinė Magdeburger Recht. 1569 beglaubigte Žygimantas Augustas diese Rechte. Im Stadtplatz entstand das Rathaus. Von 1773 bis 1775 zogen die staatlichen Behörden aus Merkinė nach Alytus. Bis 1776 hatte Merkinė die Selbstverwaltung.
1791 wurde die Selbstverwaltung von Merkinė für kurze Zeit wieder hergestellt. Diese funktionierte bis 1796.
Im Inventar von 1798 ist es erwähnt, dass das alte Rathaus mit 2 Etagen leer ist.